# Artale II Alagona
Artale Alagona Moncada, detto da alcuni Artaluccio (... – dopo il 1402), è stato un nobile, politico e militare siciliano di origine aragonese del  XIV e XV secolo.

## Biografia
Nacque presumibilmente nella seconda metà del XIV secolo, da Manfredi, barone di Vizzini, e da Luchina Moncada, figlia di Perricone, signore di Bulfida, e nipote del nobile catalano Guglielmo Raimondo di Moncada, capostipite della dinastia in Sicilia.
Inizialmente al fianco del padre, spesso riuscì a dirigerne la politica e a sostituirlo al comando in occasione dello scontro con  Martino I di Sicilia. Divenuto quest'ultimo Re di Sicilia nel 1392, mentre il padre Manfredi decise di prestare fedeltà al nuovo monarca, Artale iniziò la ribellione contro i Martini, sia sotto lo stimolo dell'interesse personale, sia per le pressioni di papa Bonifacio IX. Da Catania, prima, il focolaio della rivolta si spostò con l'Alagona ad Aci e si diffuse in tutta la Sicilia centro-orientale. 
Nel 1393, il Re Martino assediò per più tempo l'Alagona nel castello di Aci, cercando anche di dissuaderlo con allettanti promesse ma senza però riuscire ad averne ragione. Il sovrano aragonese allora gli propose la concessione della Contea di Malta, in cambio della sua fedeltà. Artale che era molto accorto avrebbe accettato, senza però consegnare il castello di Aci.
Uscì dal suo castello di Aci nel 1395 per recarsi in cerca di aiuti a Genova ed a Milano, e Martino, che iniziava a vedere il proprio prestigio offuscato dal nobile siciliano approfittò dell'assenza di Artale, per espugnare la fortezza acese e dichiararla bene demaniale l'anno successivo. Il Re di Sicilia riuscì nell'impresa guastando il sistema di approvvigionamento idrico del castello (una serie di cisterne). In seguito a ciò, si recò a Malta, indusse gli isolani a ribellarsi al Re, e, armate due galee, veleggiò alla volta della Sicilia.
Artaluccio si alleò con i Visconti, riprendendo così il disegno dello zio Artale I Alagona, conte di Mistretta, di far intervenire Gian Galeazzo Visconti negli affari siciliani. Tale progetto stava per realizzarsi, quando motivi politici sopravvenuti allontanarono il Visconti dall'impresa isolana. L'Alagona, che intanto era tornato in Sicilia a rianimare la lotta, fu costretto ad esulare a Gaeta, donde continuò, con navi proprie, ad incrociare nei mari siciliani. Persa ogni speranza, si trasferì a Milano. Qui fu ammesso tra i familiari del duca e fu nominato podestà di Pavia (1401) e di Milano (1402).